# Anereuthina lilach
Anereuthina lilach là một loài bướm đêm trong họ Noctuidae.